# Only the Loot Can Make Me Happy
Only the Loot Can Make Me Happy è un brano dell'artista R&B statunitense R. Kelly pubblicato il 23 maggio del 2000 come nono ed ultimo singolo ufficiale estratto dal suo album di maggior successo R..

## Classifiche
| Classifica (2000) | Posizione massima |
| ----------------- | ----------------- |
| Germania          | 25                |
| Nuova Zelanda     | 14                |
| Regno Unito       | 20                |
| Stati Uniti       | 95                |
| Stati Uniti (R&B) | 48                |